# Diana Trujillo
Diana Trujillo Pomerantz (Cali, 4 de enero de 1981) es una ingeniera aeroespacial colombiana, líder de la misión Curiosity de la NASA. Actualmente lidera el equipo de ingenieros en el Laboratorio de Propulsión a Chorro que está a cargo del brazo robótico del rover Perseverance. El 18 de febrero de 2021, Trujillo fue la presentadora de la primera transmisión de la NASA en español de un aterrizaje planetario, para el rover Perseverance en Marte.

## Educación y primeros años
Trujillo nació en Cali, Colombia. Su madre estaba en la escuela cuando quedó embarazada, y tuvo que dejar sus estudios para cuidar a su hija.  Egresada del Colegio Internacional Cañaverales, emigró a los Estados Unidos a la edad de diecisiete años con solo $ 300 USD.  Con el fin de mejorar su nivel del idioma, tomó clases de inglés en el Miami Dade College, mientras trabajaba en varios oficios incluyendo un empleo como ama de llaves. Posteriormente, ingreso a la Universidad de Florida para continuar sus estudios de ingeniería.
Animada por una revista sobre el papel de las mujeres que han trabajado en las misiones espaciales y con confianza en sus habilidades para la matemática, se animó a presentar su candidatura para el programa de la Academia de la NASA, donde fue la primera mujer migrante de origen hispano en ser admitida en el programa. Sorprendentemente, ella fue una de las dos únicas personas del programa que finalmente obtuvieron un empleo en la NASA.  Durante su estancia en la Academia de la NASA, Trujillo conoció a uno de los expertos en robótica de la agencia federal espacial, quien la convenció de trasladarse a Maryland para incrementar sus oportunidades de trabajar para la NASA. Trujillo asistió a la Universidad de Maryland, donde ayudó al profesor Brian Roberts a investigar cómo operarían los robots en el espacio. Se graduó con una licenciatura en ingeniería aeroespacial de la Universidad de Maryland en 2007. Su historia fue convertida en un libro de ciencia para niños por Kari Cornell y Fatima Khan. Fue miembro de Sigma Gamma Tau.

## Carrera
Trujillo se unió a la NASA en 2008, trabajando en el Centro de vuelo espacial Goddard del programa  Constellation y el Laboratorio de Propulsión a Reacción en misiones espaciales humanas y robóticas. Se ha desempeñado en muchos roles, incluyendo ser Jefe de Actividad del Sistema de Muestreo de Superficie e ingeniería de Sistemas de Plomo de la Herramienta de Eliminación de Polvo. Igualmente fue responsable de garantizar que el muestreo de Curiosity cumpliera con sus objetivos científicos, al tiempo que mantenía la seguridad operativa. La herramienta de eliminación de polvo tomó seis meses para desarrollarse, y su función principal es cepillar el polvo de la superficie de Marte para permitir la investigación científica.
La funcionalidad fue utilizada en el 151° día de permanencia del Curiosity en Marte. En 2009 fue nombrada ingeniera de sistemas de telecomunicaciones para el Rover Curiosity, siendo la responsable de las comunicaciones entre la nave espacial y los científicos en la Tierra. También ha sido ingeniera de sistemas de tierra de vuelo y líder de superficie de prueba del sistema de vehículo de Marte. Estaba presente en el Laboratorio de Propulsión a Reacción cuando el rover aterrizó en Marte. En 2014, Trujillo fue promovida a Jefe de Misión. Ese año, fue incluida en la lista de los 20 latinos más influyentes en la industria de la tecnología.
Su influencia no se limita al aspecto técnico, pues Trujillo tuvo un papel fundamental para que la NASA permitiera realizar por primera vez la transmisión, en directo y en habla hispana, del aterrizaje del Perseverance en el Planeta Rojo. De igual forma ha participado en varias iniciativas para inspirar a jóvenes de América Latina a seguir una carrera en ciencias e ingeniería.
Participó en la discusión sobre Hidden Figures en la Universidad del Sur de California junto con Octavia Spencer y Pharrell Williams. Es mentora de la Fraternidad Brooke Owens, que creó con su esposo Will Pomerantz de Virgin Galactic. En 2017 fue galardonada con el Premio  Bruce Murray del Laboratorio de Propulsión a Chorro por Excelencia en Educación y Participación Pública. Participó en la celebración de CBS '2018 del Mes de la Historia de la Mujer.
En 2020 fue directora de vuelo de la misión ‘Perseverance’: “Algo de vida tiene que haber en Marte”, y en febrero del 2021, ella misma fue la encargada de relatar el aterrizaje de la nave en Marte, en directo y en español.

## Vida personal
Trujillo se casó con Will Pomerantz en 2009; tienen dos hijos.

## Logros y premios
- Cruz de Plata de la Orden de Boyacá[21]

Congreso de la República de Colombia
- Orden a la Mujer y la Democracia Policarpa Salavarrieta. (2021)[22]

Jet Propulsion Laboratory (JPL)
- 2017 Bruce Murray Award for Excellence in Education and Public Management.[23]